# Kościół św. Piotra w Głogowie
Kościół św. Piotra – romańska bazylika, która znajdowała się w Głogowie. Rozebrana pod koniec XIX wieku, zachowane fundamenty znajdują się w odległości około 200 m na południe od Zamku Książąt Głogowskich. W miejscu, w którym stał kościół utworzono w 2006 r. lapidarium.

## Historia
Kościół powstał w końcu XII wieku jako romańska bazylika. Pełnił on rolę kościoła parafialnego lewobrzeżnej części Głogowa – osady targowej, aż do budowy kościoła św. Mikołaja. W związku z przeniesieniem parafii do innego kościoła biskup Tomasz I osadził w opustoszałym kościele św. Piotra dominikanów, jednocześnie fundując im klasztor.
Kościół służył dominikanom do sekularyzacji w 1810 r. Budynek kościoła i klasztoru w 1789 r. uległ pożarowi. Następnie uczyniono z niego zbrojownię i koszary saperów. Pod koniec XIX wieku budynek kościelny rozebrano.
W latach 1963–1965 odkryto pozostałości kościoła podczas prac architektoniczno-archeologicznych, kierowanych przez prof. Tadeusza Kozaczewskiego. Zostały one wyeksponowane wśród zieleni. Były to fundamenty trzech absyd, pochodzących z pierwotnego założenia oraz zamkniętego prosto prezbiterium, po zrealizowanej przez dominikanów przebudowie (XIII w.). W kościele św. Wawrzyńca w Brzostowie zachowała się również część wyposażenia kościoła św. Piotra – ołtarz główny oraz obraz znajdujący się w zakrystii.

### Lapidarium
11 listopada 2006 odsłonięto nowe lapidarium kościoła św. Piotra, będące równolegle pomnikiem Jana Pawła II „Biblioteka Świętego Pielgrzyma”. Dzieło to powstało według koncepcji rektora PWSZ w Głogowie, prof. Eugeniusza Józefowskiego, przy współpracy dr Adama Olejniczaka oraz grupy studentów PWSZ. Eksponuje dominikańskie, proste prezbiterium oraz dwie boczne absydy, pochodzące z fazy XII-wiecznej. Kształt i położenie wcześniejszej absydy prezbiterium zostało zaznaczone odmienną kolorystyką cegły klinkierowej, stanowiącej posadzkę obecnego pomnika.

## Galeria

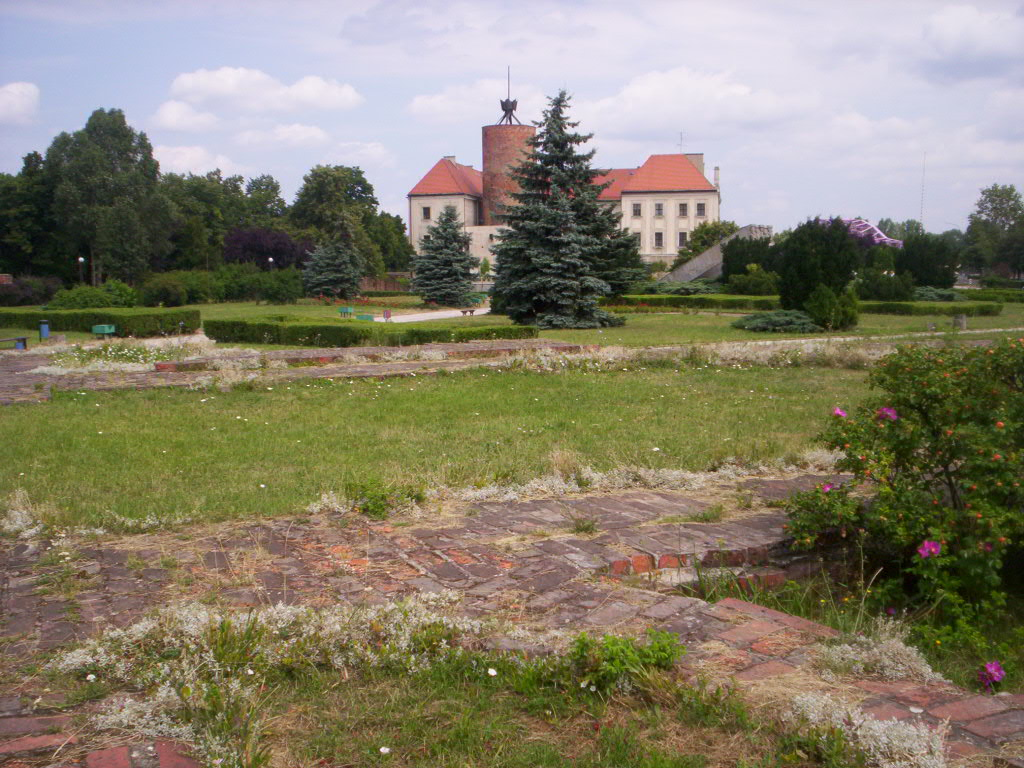
Fundamenty bazyliki (rok 2005)
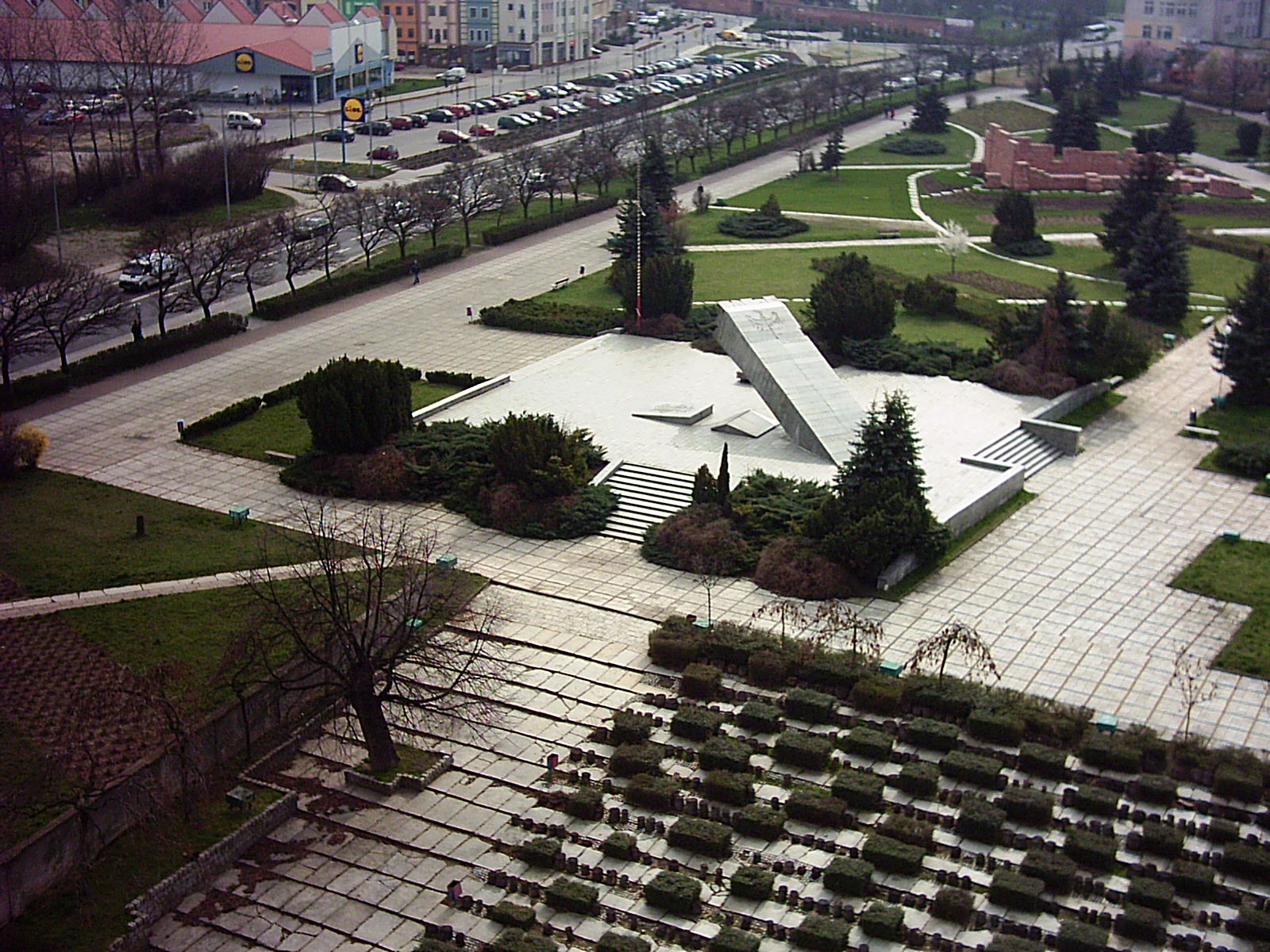
widok z wieży zamkowej (rok 2007)
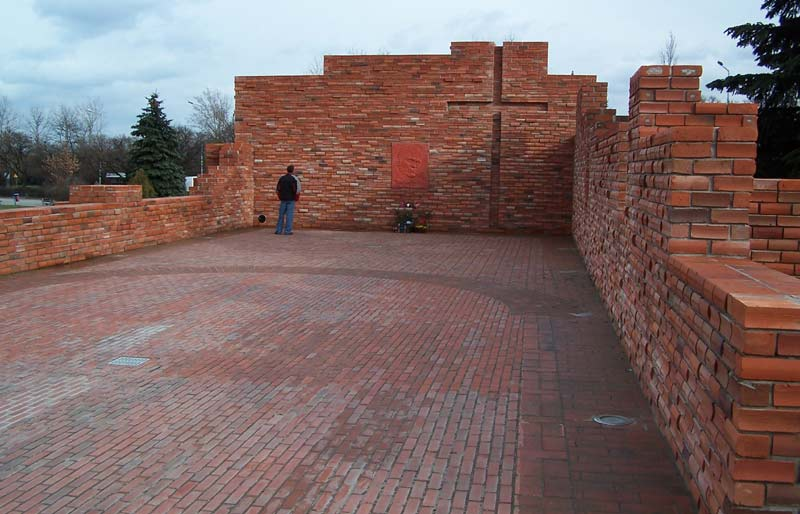
Pomnik Jana Pawła II i lapidarium kościoła św. Piotra (rok 2007)
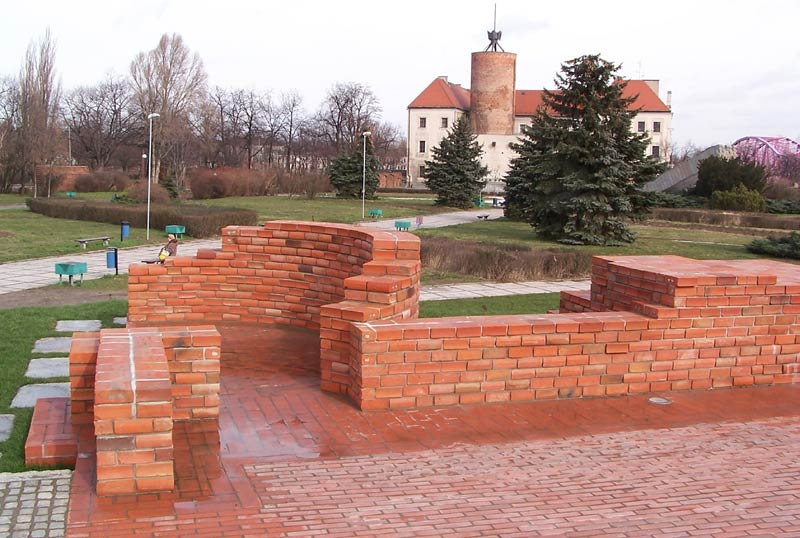
Zbliżenie absydy północnej, w tle głogowski zamek (rok 2007)